# Acridocarpus spectabilis
Acridocarpus spectabilis là một loài thực vật có hoa trong họ Malpighiaceae. Loài này được (Nied.) Doorn-Hoekm. mô tả khoa học đầu tiên năm 1975.